# Chlorophorus signatipennis
Chlorophorus signatipennis är en skalbaggsart som beskrevs av Charles Joseph Gahan 1907. Chlorophorus signatipennis ingår i släktet Chlorophorus och familjen långhorningar. Inga underarter finns listade i Catalogue of Life.